# Trio Lescano
Trio Lescano was een vrouwelijke zanggroep die in het Italiaans zong tussen 1936 en 1943. De leden van de groep waren drie Hongaars-Nederlandse zussen, Alessandra Lescano (Alexandrina Eveline Leschan, Gouda, 29 juli 1910 – 1987), Giuditta Lescano (Judith Leschan, Den Haag, 8 augustus 1913 – 1976) en "Caterinetta" Lescano (Catherina Matje Leschan, Den Haag, 23 november 1919 – Caracas, 3 oktober 1965). Caterinetta verliet de groep in 1946 en werd toen vervangen door de Italiaanse zangeres Maria Bria (1925-). De achternaam van de zussen, Leschan, werd veranderd in het Italiaans klinkende Lescano.

## Historie

### Oorsprongen
De drie zussen Leschan waren de dochters van Alexander Leschan, een Hongaarse acrobaat geboren in 1877 te Budapest, en Eva de Leeuwe, een Nederlands-joodse operettezangeres, geboren in Amsterdam in 1892. In Nederland, waar de zusjes waren geboren en opgroeiden, werkten ze als circusacrobaten. Hoewel de zussen geboren waren in Nederland en ze het Nederlands als moedertaal hadden, waren ze Hongaarse staatsburgers tot ze het Italiaanse burgerschap verkregen. Nadat vader Leschan gehandicapt was geraakt door een ongeluk, besloot moeder De Leeuwe, een revue-artieste (vaudeville-artieste), een acrobatische dansgroep te vormen. Alleen de oudere zussen Alexandrina en Judek gingen mee. De groep werd beheerd door Enrico Portino. De groep heette de Sunday Sisters en ze traden op door heel Europa, Syrië en Libanon. Catharina was te jong en bleef achter in een kostschool in Amsterdam.
In 1935 deden de zussen Turijn aan, waar ze een ontmoeting hadden met maestro Enrico Portino, de artistieke directeur van de radio omroep EIAR. Portino was onder de indruk van de zussen en besloot ze te laten werken als een zanggroep. De Amerikaanse Boswell Sisters dienden als groot voorbeeld in die jaren.

### Succes
In 1936 tekenden de drie zussen een contract met Parlophon, een platenlabel uitgegeven door de Italiaanse platenmaatschappij CETRA. Zij kregen de naam ‘’Trio Vocale Sorelle Lescano’’ toegewezen: Vocaal Trio Zusters Lescano (afgekort als Trio Lescano). Hun eigen namen werden veranderd in Italiaanse namen en hun eerste lied, Guarany Guaranà, werd opgenomen op 22 februari 1936. Op deze opname werden ze begeleid door het EIAR Orkest geleid door Cinico Angelini. Deze eerste opname werd uitgebracht in maart 1936. 
De jaren tussen 1937 en 1941 waren essentieel voor het succes van de zussen Lescano. In die jaren traden ze op met het CETRA Orkest als zanggroep. Het CETRA Orkest werd geleid door Pippo Barzizza. Dit zorgde ervoor dat de zusjes Lescano populariteit vergaarden en zij werden uitgekozen om de experimentele uitzending van het zogeheten Radiovision (voorganger van de Italiaanse televisie) te openen. In 1940 traden de zusters Lescano op in een film gewijd aan de EIAR, Ecco la radio!, geregisseerd door Giacomo Gentilomo. In deze film zongen de zussen het nummer Oh! Ma-ma!

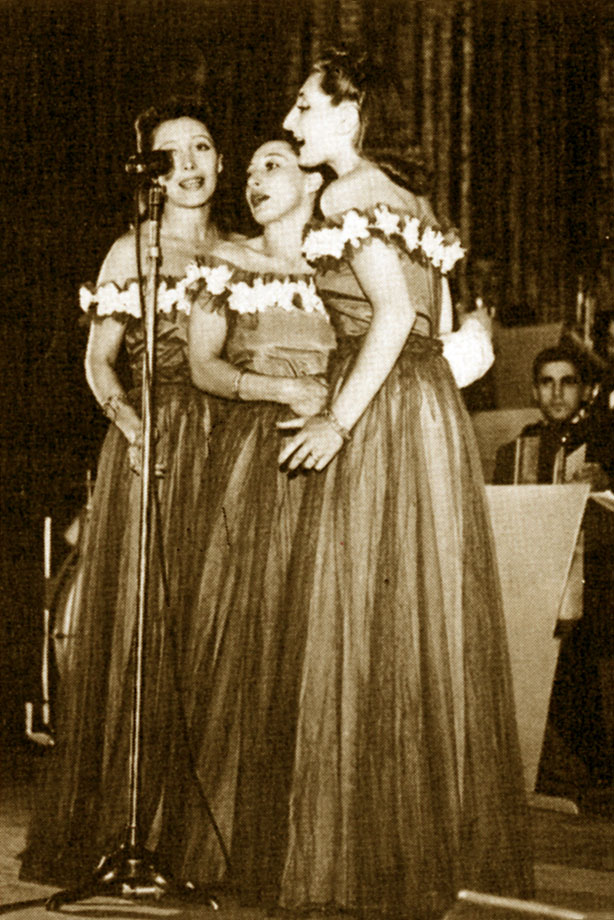
Trio Lescano, 1942

Trio Lescano nam een groot aantal liedjes op met het orkest van Pippo Barzizza. 
Op 30 maart 1942 gaf koning Vittorio Emanuele III, op aanvraag van Benito Mussolini, de zusters het Italiaanse burgerschap. Het nieuws bereikte een groot deel van de bevolking door middel van de kranten, die het trio met benamingen zoals De drie hertoginnen van de microfoon, het fenomeen van de eeuw en de zussen die het mysterie van de Heilige Drie-eenheid vertegenwoordigen, een titel die Sorelle Marinetti in hun show Non ce ne importa niente noemden. In 1943 traden de zusters op in de revue Sognamo insieme van Nelli en Mangini, met Wanda Osiris (in die tijd "Vanda Osiri"), Carlo Dapporto, Letizia Gissi, Nino Gallizio en Gianna Giuffré, met originele muzikale composities van Giuseppe Anepeta, choreografieën van Vera Petri, geregisseerd door  Mangini zelf. Gedurende hun carrière zongen de zusters samen met bekende Italiaanse zangers als  Ernesto Bonino (La famiglia canterina gecomponeerd door Bixio en Cherubini), Enzo Aita (Ma le gambe, van Bracchi en D'Anzi), Maria Jottini (Maramao perché sei morto?, gecomponeerd door Consiglio en Panzeri), Oscar Carboni (Firenze sogna, gecomponeerd door Cesare Cesarini, Ti pi tin en Lungo il margine del fiume) en Silvana Fioresi (Pippo non lo sa van Kramer en Il pinguino innamorato gecomponeerd door Casiroli, Consiglio en Rastelli). Daarnaast had het trio ook een groot geheel eigen repertoire. Met name swingliedjes zoals Tulipan (cover van het nummer Tulip Time gezongen door de Amerikaanse Andrews Sisters, muziek van Maria Grever en Italiaanse tekst van Riccardo Morbelli). Kenmerkend voor de stijl van Trio Lescano was de verfijnde vocale virtuositeit op het gebied van swing- en jazzharmonisatie. Aangezien de zusters uitgegroeid waren tot ware radiosterren, werden zij ook uitgenodigd voor zelfs het koninklijk hof van Prins Umberto di Savoia. Op één feest liet zelfs Benito Mussolini zijn waardering voor het trio blijken.

### Geruchten over de arrestatie van het trio in 1942
Gedurende een interview uit 1985 beweerde Alexandra Leschan gearresteerd te zijn door fascistische politie tijdens een concert in Teatro Grattacielo in Genua. Alexandra meldde dat zij en haar zussen naar de Marassigevangenis werden gebracht, op verdenking van spionage. Alexandra gaf de schuld aan de zussen Codevilla (leden van Trio Capinere), die maar jaloers waren op de enorme populariteit van Trio Lescano.
Verder vertelde zij dat zij en haar zussen gedwongen werden om verslagen van ondervragingen van partizanen te vertalen, aangezien de zussen bekend waren met het Duits. 25 jaar later deed Virgilio Zanolla verder onderzoek en hij kwam tot de conclusie dat Alexandra’s uitspraken onjuist waren.
Zanolla vergeleek de uitspraken van Alexandra met de politieverslagen uit Genua van die tijd en constateerde hieruit dat Trio Lescano in deze periode nooit is gearresteerd, en ook niet eerder of later. In november 1942 traden de zussen zelfs op in meerdere succesvolle concerten gedurende een periode van twee weken. Zanolla zelf vermoedde dat Alexandra het verhaal veertig jaar later had bedacht om zichzelf van het fascisme te distantiëren en geruchten van samenwerking van hun kant met de fascisten de kop in te drukken. Dit vermoeden werd bevestigd door Maria Rosaria Epicureo, die geloofde dat de zusters Lescano hun oproep op het politiestation schromelijk overdreven.

### Het einde van het trio
Na de oorlog, in juni 1946, verliet Catharina de groep. Officiële reden was dat ze ging trouwen, maar in werkelijkheid waren haar financiële conflicten met haar zusters en haar moeder de reden. De 21-jarige zangeres Maria Bria nam Catharina’s plaats in. Na een Italiaanse tour van twee jaren, reisde zij samen met Sandra en Giudetta naar Zuid-Amerika, om daar verder op te treden.  

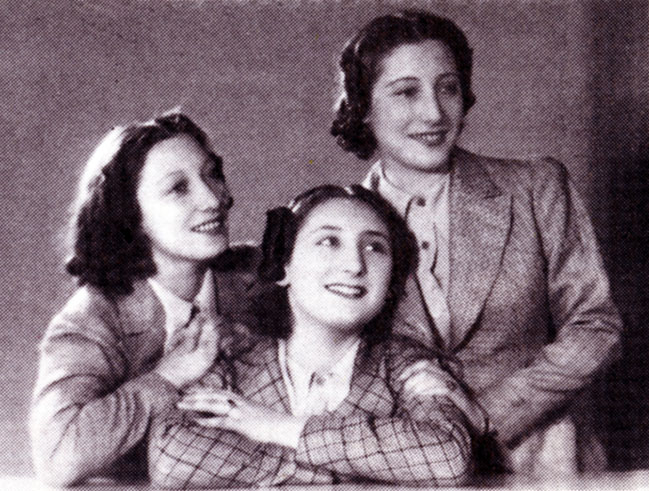
Trio Lescano, 1940

Deze vorm van het trio bleef bestaan tot 1950, het jaar waarin het trio uit elkaar viel door Maria Bria’s vertrek. Fans van het trio hebben nooit ontdekt dat Catharina vervangen was en Bria heeft gedurende haar periode met het Trio nooit enige vorm van salaris ontvangen. Maria Bria verliet de groep in 1950 vanwege financiële redenen en daardoor konden de twee overgebleven zussen Leschan niet doorgaan met zingen. Na haar terugkeer in Italië wist Bria een baan te bemachtigen bij de gemeente van Turijn, waar ze in 1977 pensioen nam. Pas in 1977 kwam het grote publiek te weten over haar werk met Trio Lescano en de vervanging van Catharina in 1946, na een publiek optreden van Maria in de tv-show Ci vediamo su RAI 1.
In deze show van Paolo Limiti kreeg Maria Bria eindelijk de kans om het ware verhaal te vertellen. Opvallend genoeg sprak Maria Bria haar eerdere uitspraken tegen tijdens een interview in 2010, waarin ze vertelde dat Trio Lescano ophield te bestaan door het vertrek van de gehuwde Judik. Alexandra en Judik bleven na Maria’s vertrek in 1950 achter in Caracas, Zuid-Amerika. In 1955 voegde de jongste zuster, Catharina, zich opnieuw bij hen. Catharina overleed als eerste van de zussen op 3 oktober 1965 op 46-jarige leeftijd aan de gevolgen van kanker. Alexandra, de oudste zuster, reisde terug naar Italië. Ze woonde sindsdien in Salsomaggiore Terme. Zij overleed in Fidenza in 1987. Rond die tijd was er niets bekend over de derde zus, Judik, die volgens sommigen overleden was in Venezuela in de jaren 70. Op internet circuleerden echter geruchten dat ze in 2007 overleden was. In 2010 en 2011 deed de Italiaanse tv-show Chi l'ha visto? onderzoek naar de dood van Judik. In 2013 vond een ceremonie in Turijn plaats ter ere van de zusters, waarbij een gedenkplaat werd aangebracht. Op deze gedenkplaat wordt vermeld dat Judik in 1976 is overleden.

## Gerelateerde inzendingen
- The Andrews Sisters